# Calton Hill
Calton Hill (Schots-Gaelisch: Cnoc Coilltinn) is een 100 meter hoge heuvel gelegen in het centrum van de Schotse hoofdstad Edinburgh. De van oorsprong vulkanische berg ligt aan de oostelijke zijde van de New Town, omsloten door Regent Road, London Road, Leith Street en Leith Walk en grenzend aan de noordzijde aan de Royal Terrace en aan de zuidzijde aan St Andrew's House. De heuvel biedt rondom uitzicht over de stad en de wijdere omgeving. De heuvel is onderdeel van de UNESCO Werelderfgoedinschrijving van de stad.
Calton Hill is het hoofdkwartier van de Schotse regering, die is gevestigd in St Andrew's House. Het Scottish Parliament Building en andere gebouwen zoals Holyrood Palace liggen aan de voet van de heuvel. Op Calton Hill staan ook enkele monumenten en gebouwen: National Monument, Nelson Monument, Dugald Stewart Monument, Old Royal High School, Robert Burns Monument, Political Martyrs' Monument en City Observatory.

## Geschiedenis
Op Calton Hill stond de notoire Calton Jail, een complex bestaande uit een Debtors' Prison, de Bridewell (1791-96) van Robert Adam  en een Felons' Prison uit 1815-17 van Archibald Elliot. Deze verving de Tolbooth die zich in de Luckenbooths aan de 'High Street' van Edinburgh bevonden. De gevangenissen op Calton Hill werden vervangen door Saughton Prison en in 1930 afgebroken om plaats te maken voor St. Andrew's House.

## Bouwwerken
Op Calton Hill staat een aantal opvallende bouwwerken, die voor een deel geënt zijn op klassieke Griekse gebouwen. Hieraan ontleent de heuvel de bijnaam 'Athene van het noorden'. Het meest in het oog springende bouwwerk is het onvoltooide 'National Monument', gebouwd tussen 1822 en 1829 door de architecten Charles Robert Cockerell en William Henry Playfair, naar het voorbeeld van het Parthenon in Athene. Het dient ter herdenking van de gevallenen tijdens de napoleontische oorlogen tussen 1803 en 1815. De bouw werd stilgelegd toen in 1829 de benodigde fondsen ontbraken.
Een ander op een Atheens bouwwerk geïnspireerd  monument is dat voor de Schotse schrijver en filosoof Dugald Stewart. Het stamt uit 1831 en is eveneens van de hand van W.H. Playfair. Als voorbeeld diende het Atheense Monument van Lysicrates. Dit was ook de inspiratie voor de architect Thomas Hamilton voor diens ontwerp van het monument voor de Schotse nationale dichter Robert Burns aan Regent Street.
Op de heuvel bevindt zich verder een monument ter ere van admiraal Horatio Nelson. Het werd gebouwd tussen 1807 en 1815 en dient ter herinnering aan Nelsons historische overwinning in de Zeeslag bij Trafalgar in 1805. Het gebouw heeft de vorm van een telescoop en is voor toeristen toegankelijk om te beklimmen. Boven op het gebouw bevindt zich een tijdbal, die ooit diende ten behoeve van de scheepvaart en de exacte tijd van 13.00 uur aangaf. Hieraan gerelateerd is de 'One o'clock gun' die dagelijks om 13.00 uur wordt afgevuurd op Edinburgh Castle.
Op Calton Hill bevindt zich ook het uit de vroege 19e eeuw daterende stadsobservatorium en een monument ter herdenking van vijf Schotse 'politieke martelaren' die aan het eind van de 18e en het begin van de 19e eeuw ijverden voor parlementaire hervormingen. Zij werden gedeporteerd naar Australië en kregen pas na 15 jaar toestemming terug te keren naar Schotland.
Op 30 april vindt op Calton Hill het jaarlijkse Beltane Fire Festival plaats, een oud ritueel dat het begin van het zomerseizoen markeert. 

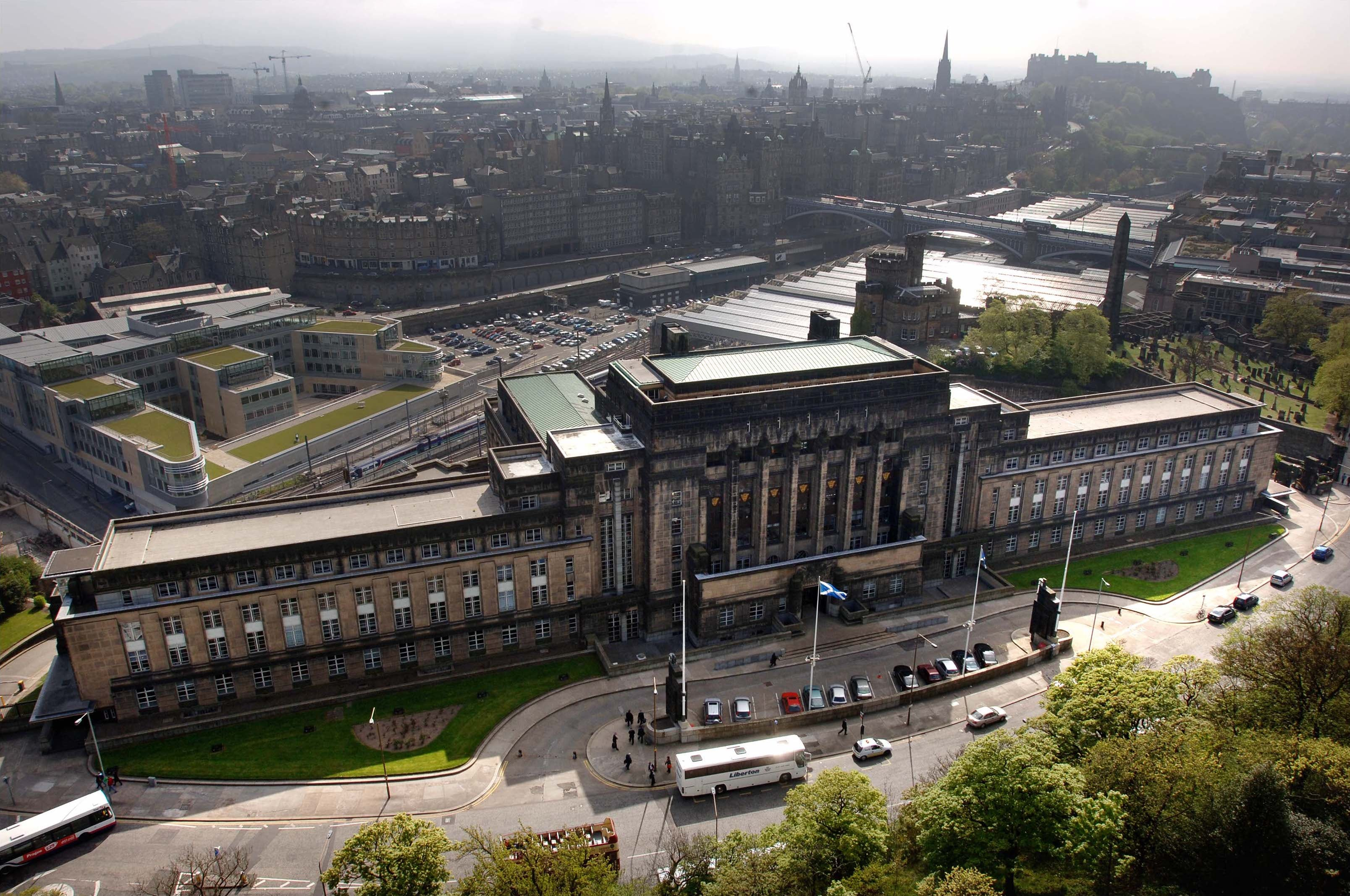
St. Andrew's House
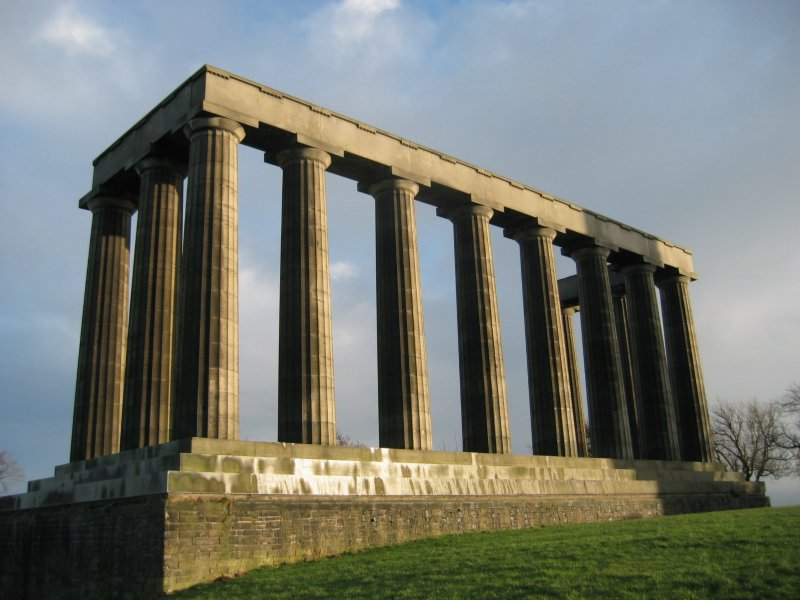
National Monument
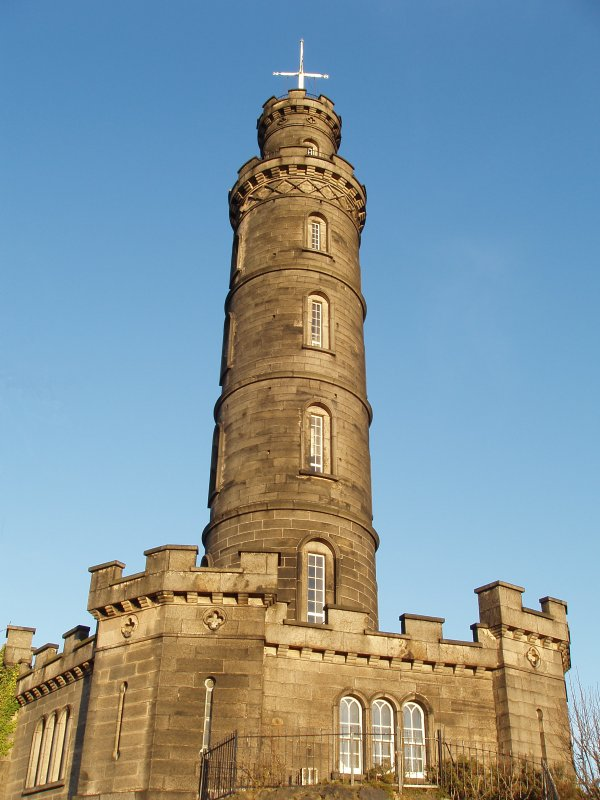
Nelson's Monument
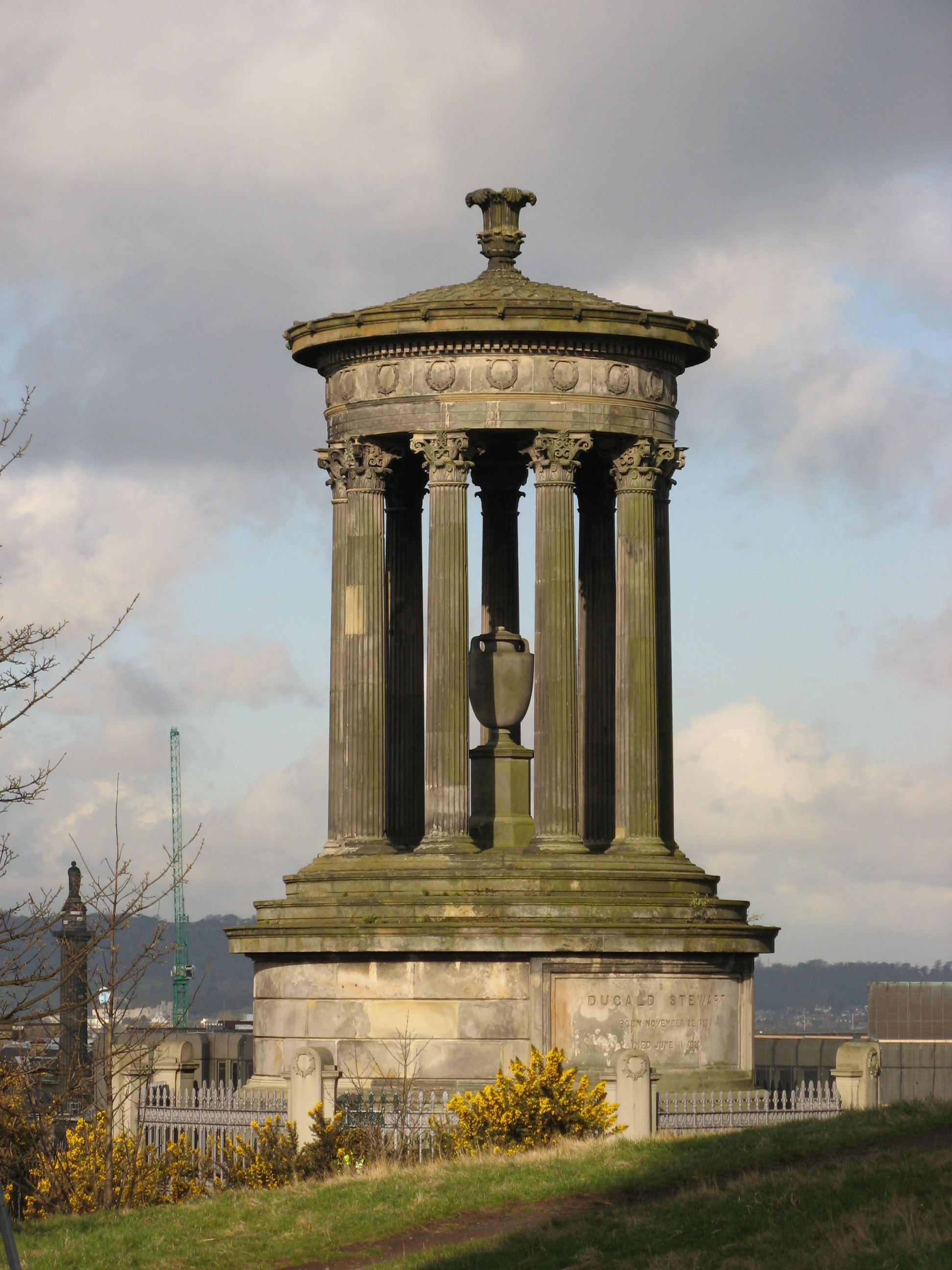
Dugald Stewart Monument
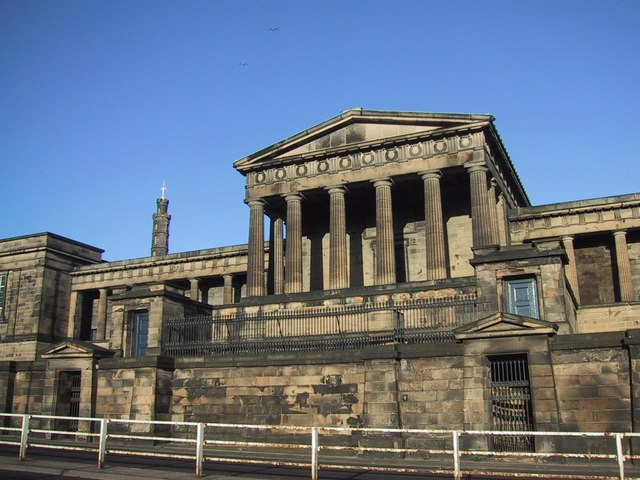
Old Royal High School
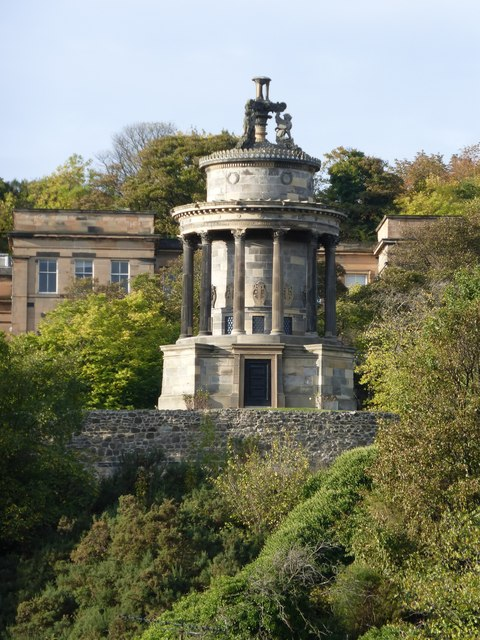
Robert Burns Monument
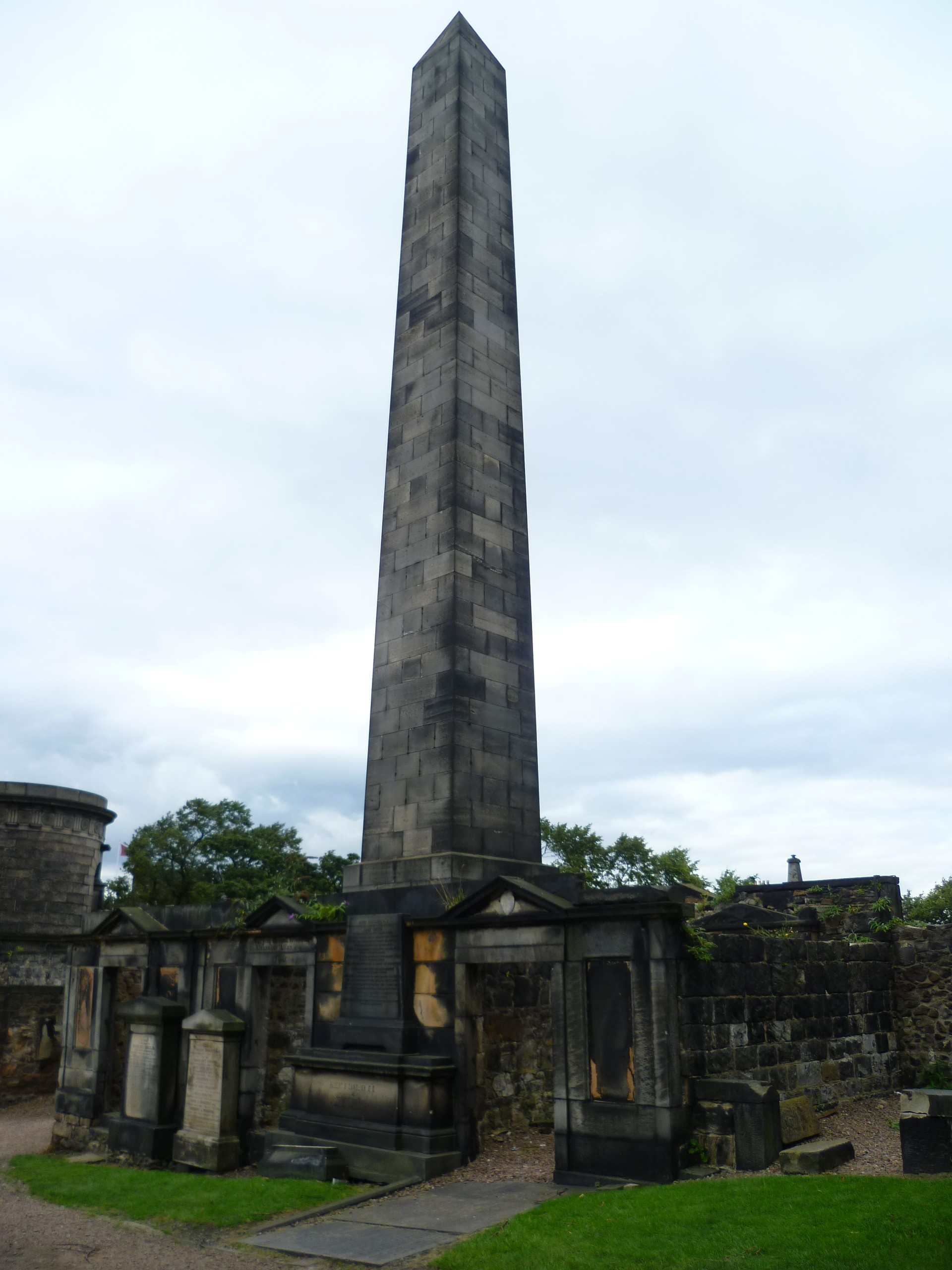
Political Martyrs' Monument
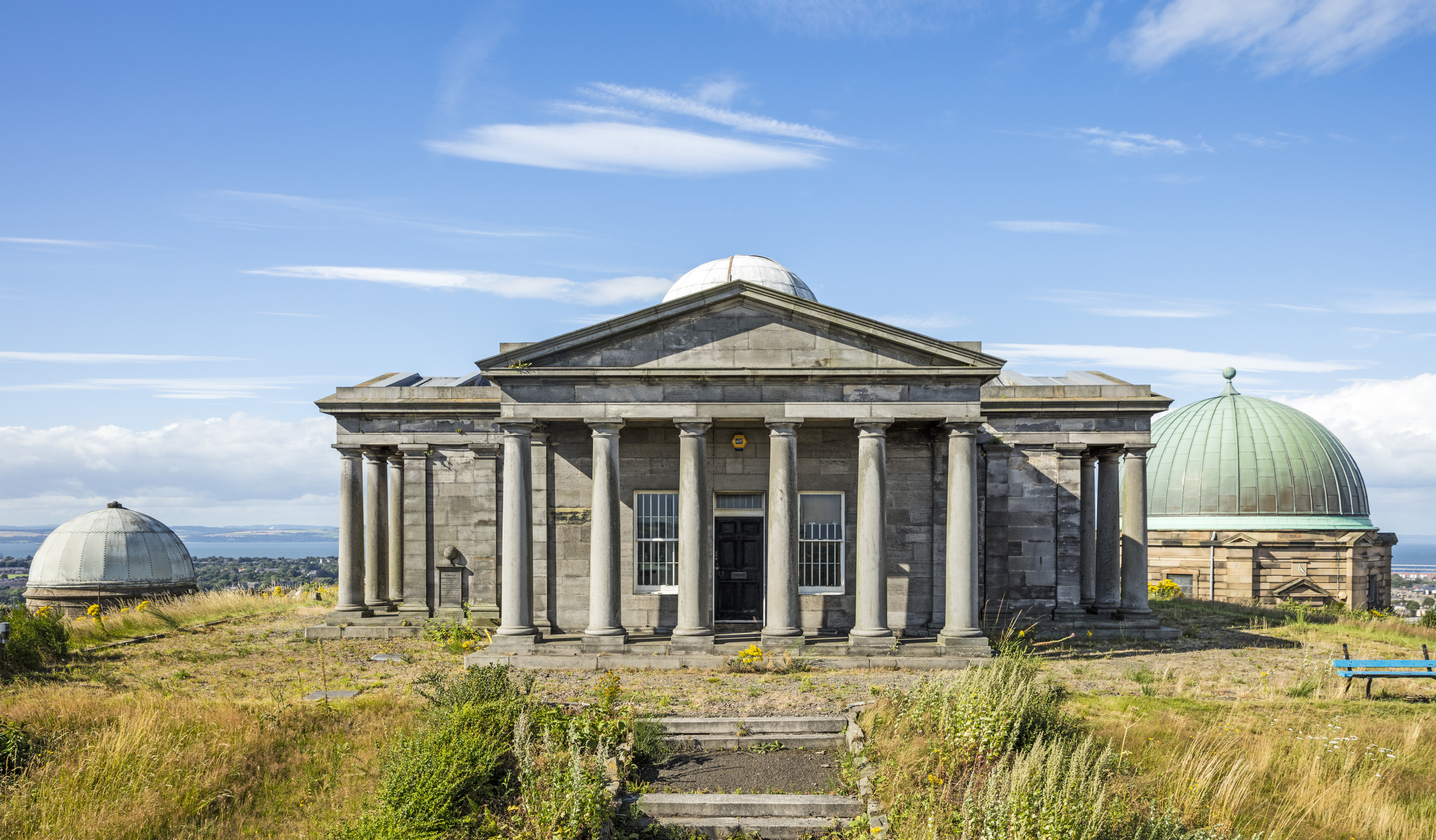
City Observatory